# Monique (caboteur)
La Monique est un caboteur construit en 1946 et disparu en 1953.

## Histoire
La Monique est construit en 1946 en Nouvelle-Zélande pour l'US Navy. Ce caboteur mesure 32,70 m de long pour 7,10 m de large. Il appareille du village de Tadine, dans l'ile de Maré le 31 juillet à 14h00 à destination de Nouméa, avec à son bord 108 passagers, en majorité des Kanaks, 18 hommes d'équipageet 200 tonnes de fret. Il disparait au cours de la nuit, alors que la visibilité est excellente, avec un vent faible. Les recherches navales et aériennes ne permettent de retrouver qu'une bouée de sauvetage et un fût d'essence provenant du navire ; le bateau ou son épave restent introuvables. 
Le bateau avait pour habitude de naviguer en surcharge. L'enquête menée à l'époque conclut que "cette erreur était devenue routine". Les autorités ont supposé que la houle a fait chavirer le navire en surcharge mais aucune preuve corroborant cette théorie.
Dans la mémoire calédonienne, ce drame inexpliqué reste un objet de deuil qui hante encore de nombreuses familles,. 

## Sources
- patrimoine-maritime.asso.nc
- Croix du sud. info
- Franck Ferrand, « Le naufrage de la Monique », émission « Au cœur de l'histoire », Europe 1, 3 février 2015.
- Vincent Perazio, « La Monique, une blessure calédonienne », documentaire de  52 min 57 s, sur www.france.tv/documentaires, 2012
- « Disparition du caboteur "La Monique" : 70 ans plus tard, l'absence pour seule réponse », sur Nouvelle-Calédonie la 1ère, 22 juillet 2023 (consulté le 23 juillet 2023)
- « Collection Commémorations en hommage aux disparus de la Monique », sur www.france.tv (consulté le 24 juillet 2023)

## Notice d'autorité
- Notices d'autorité :   - IdRef